# Capitulations de Santa Fe

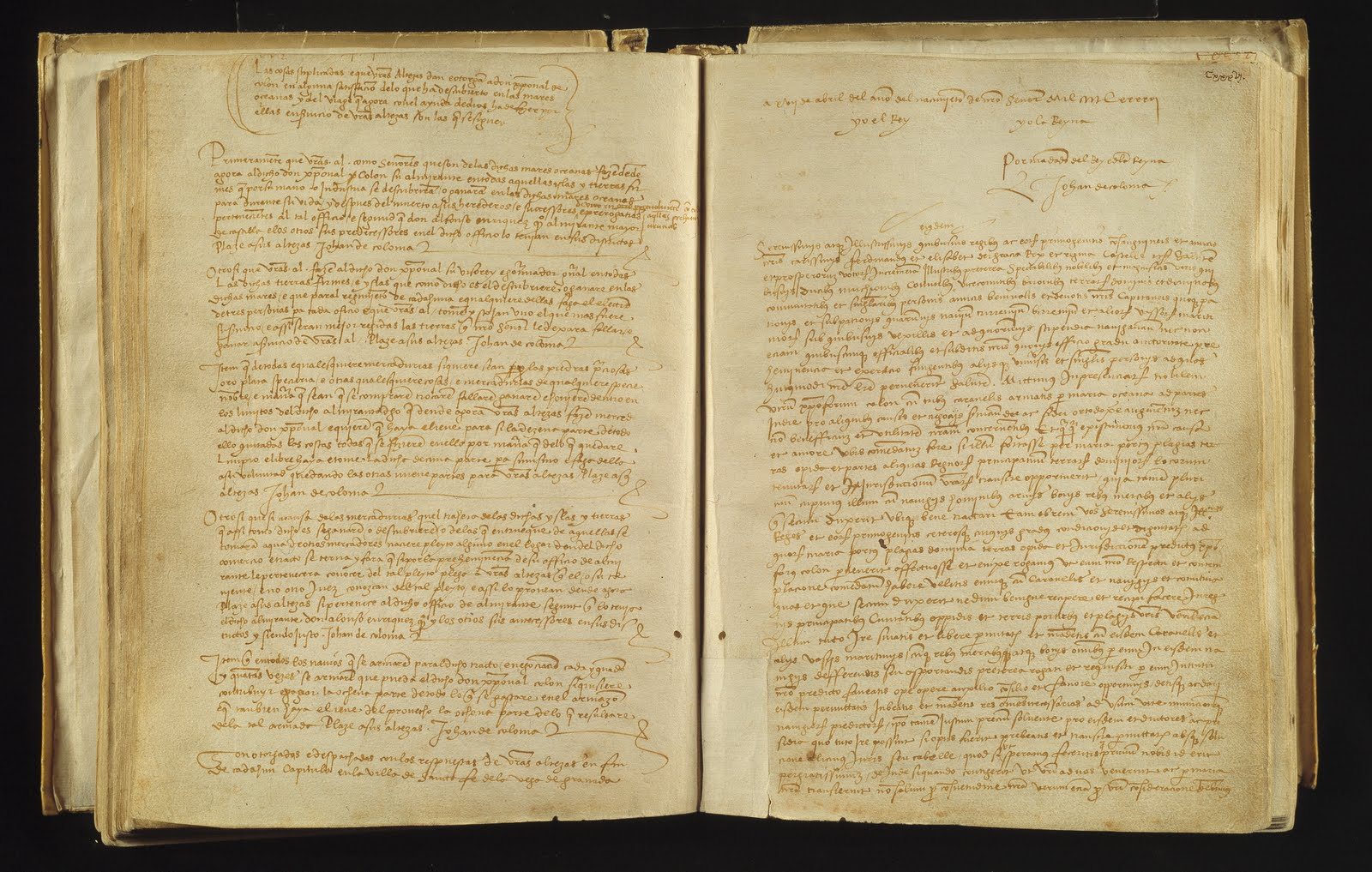
Registre des Capitulations de Santa Fe de Christophe Colomb avec les Rois catoliques.

Les capitulations de Santa Fe, en espagnol capitulaciones de Santa Fe, sont un contrat conclu le 17 avril 1492 entre le Génois Christophe Colomb et les Rois catholiques, Isabelle Ire de Castille et Ferdinand II d'Aragon, dans le camp de Santa Fe de la Vega, (actuelle province de Grenade, quatre mois et demi après la prise de Grenade et la fin de la Reconquista (2 janvier). 
Ce contrat concerne le grand projet du navigateur : atteindre les « Indes », c'est-à-dire l'Asie orientale (Inde, Chine, Japon) en naviguant vers l'ouest, à travers la « Mer Océane » ; il stipule tout ce que Colomb obtiendra en cas de réussite. 
Proposé en vain au roi de Portugal Jean II en 1484, le projet a aussi été rejeté en 1486 par la cour de Castille. Mais au terme de diverses péripéties, Colomb obtient finalement l'accord des Rois catholiques en avril 1492 ; en août, il part de Palos de la Frontera avec ses trois caravelles et, le 12 octobre, atteint une île des Bahamas, Guanahani, qu'il baptise San Salvador, et peu après l'île d'Hispaniola : sans le savoir, il a atteint non pas les Indes, mais un Nouveau Monde, l'Amérique.
C'est pourquoi les capitulations de Santa Fe sont considérées comme un des contrats les plus importants jamais conclus entre une personne privée et son souverain.
Les capitulations sont appliquées pendant les années 1490 : Colomb est notamment « Amiral de la Mer Océane » et vice-roi des Indes ; ses deux fils, Diego et Fernand,  deviennent pages à la cour de Castille en 1493. 
Mais, en 1500, Christophe Colomb est arrêté à Hispaniola en raison de la situation catastrophique de l'île dont il est gouverneur. Il perd alors la plupart des droits stipulés par les capitulations. Après sa mort en 1506, son fils Diego (1480-1526), à son tour nommé gouverneur d'Hispaniola, s'engage dans une procédure pour recouvrer les droits perdus en 1500. Ces procès, les pleitos colombinos, poursuivis par d'autres membres de la famille, ne prennent fin qu'en 1563.

## Le nom de «capitulations»
Le nom de « capitulations » reprend le mot espagnol capitulación qui signifie « Contrat ou pacte établi entre deux personnes ou plus sur un sujet, souvent de grande importance. »

## Contexte
- les grandes découvertes au XVe siècle, surtout portugaises
- la guerre de Grenade (1482-1492).

## Circonstances de la rédaction des capitulations

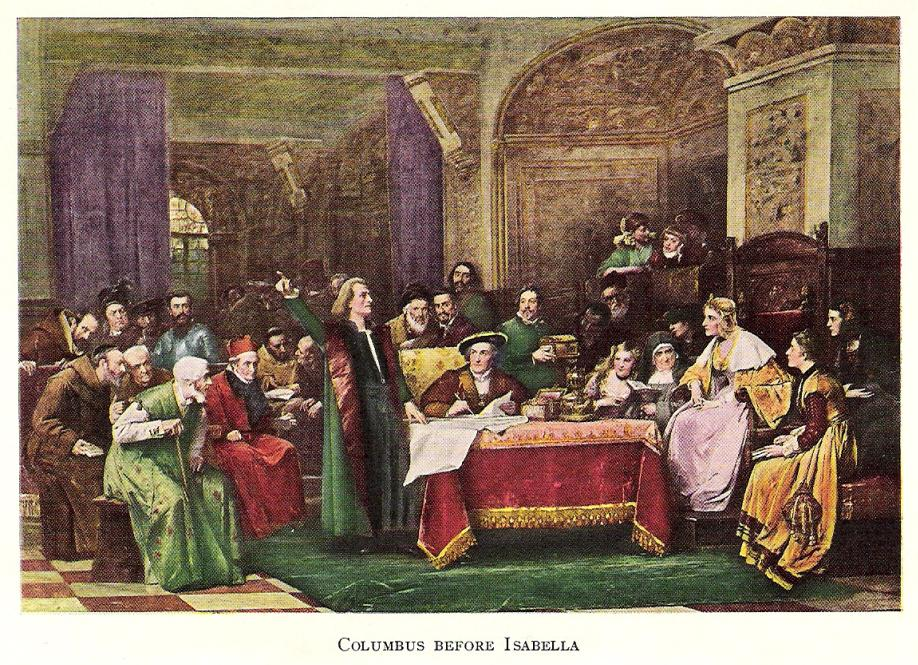
Colomb et Isabelle, toile de Václav Brožík, 1884.

Le projet de Colomb, élaboré au cours de ses années portugaises (1475-1485), d'atteindre les Indes par l'Océan a une histoire et compliquée :
- échec au Portugal (1484)
- venue de Colomb en Castille (mars 1485) ;
- première entrevue avec les Rois catholiques (janvier 1486)
- rejet du projet par une commission de l'université de Salamanque (début 1487)
- négociations favorables avec le duc de Medinaceli, mais Isabelle refuse cette intervention privée et convoque Colomb
- nouvelle entrevue avec Isabelle à Jaen (1489), favorable, mais sans suites
- départ de la cour et séjour au monastère de La Rabida à Palos (1490)
- lettre de Juan Perez à Isabelle et entrevue de Colomb avec Isabelle à Santa Fe (décembre 1491)
- nouvelle commission, favorable, mais problème des exigences de Colomb
- obtention de l'accord de Ferdinand d'Aragon pour le titre d'« Amiral de la Mer Océane »

La signature de ces capitulations de Santa Fe a été précédée d'âpres négociations : les Rois catholiques ne se sont décidés à soutenir le projet d'une traversée de l'Atlantique qu'après des mois d'hésitations, en partie parce que toutes leurs forces étaient engagées dans la reconquête des régions occupées en Espagne par les Maures, en partie par manque de ressources financières. 
Les exigences indiquées, que Colomb ne précise qu'au moment où l'acceptation du projet vient d'être communiquée et où ses conditions concrètes doivent être finalisées, n'apparaissent à l'époque rien moins qu'exorbitantes. Il n'est pas étonnant qu'elles soient rejetées avec colère non seulement par les souverains, mais aussi par la majorité des conseillers consultés. Comme Colomb ne recule sur aucun point, le projet menace d'échouer au dernier moment. Seule l'intervention personnelle du trésorier d'Aragon permet d'arriver finalement à un accord des deux parties : Louis de Santángel, de son temps un des hommes les plus riches d'Espagne, convainc le couple royal que les avantages qui résulteraient du succès de cette traversée de l'Atlantique dépasseraient de beaucoup les inconvénients que pourrait apporter l'octroi à Colomb des privilèges qu'il demande. De plus, il se déclare prêt à régler une grande partie des frais du projet sur ses propres fonds. Colomb est ainsi rappelé à la cour, littéralement à la dernière minute – selon la tradition, quand on le trouve, il s'apprête, chevauchant une mule, à repartir pour le monastère franciscain de La Rábida.

## Le document

### Archivage
L'exemplaire revenant à la couronne de Castille, a été perdu. 
Celui revenant à Colomb a disparu lorsque, en 1497, Colomb a reçu une version plus solennelle du texte (avec sceau). Cette version de 1497 se trouve aujourd'hui dans l'Archivo de Indias à Séville.
Il existe aussi une copie certifiée dans les Archives de la Couronne d'Aragon à Barcelone.

### Diplomatique
Le texte est rédigé et signé par Juan de Coloma (vers 1440-1517), premier secrétaire du roi Jean II d'Aragon, puis, après une courte disgrâce au début du règne de Ferdinand, réadmis comme secrétaire protonotaire.

## Contenu
Le contrat stipule que Colomb doit chercher pour le compte de l'Espagne une route maritime d'est en ouest vers l'Asie. En outre, le contrat assure à Colomb le titre qu'il a exigé d'amiral de la mer océane (« Almirante del Mar Oceánico ») – ce qui signifie de fait une élévation à la noblesse, puisque le titre castillan Almirante était un titre de noblesse héréditaire – et de vice-roi (« Virrey ») et gouverneur général (« Gobernador General ») sur les régions découvertes par lui. De plus, Colomb doit recevoir un dixième du profit attendu de l'entreprise. Il est aussi nommé juge de tous les litiges commerciaux dans les futures colonies. Il a la permission de se faire appeler « don » et reçoit le droit de porter des armes.
Voici une traduction des principaux points :

« Premièrement, Vos Altesses, en tant que Seigneurs desdites mers océanes, font… de don Christophe Colomb leur amiral sur toutes les îles et terres fermes qui, par sa main ou son industrie, pourraient être découvertes ou conquises dans lesdits océans…
De plus, Vos Altesses font dudit don Christophe Colomb leur vice-roi et gouverneur général sur toutes les terres fermes et îles susdites qu'il découvrirait ou conquerrait dans lesdites mers, et pour le gouvernement de chacune d'elles il choisira trois personnes pour chaque office, parmi lesquelles Vos Altesses désigneront et prendront à leur service celle qui leur agrée…
De même, pour toutes les marchandises, que ce soient perles, pierres précieuses, or, argent, épices ou toutes autres choses… qui pourraient être achetées, échangées, trouvées, gagnées ou prises dans le ressort de ladite Amirauté… Vos Altesses font grâce à don Christophe Colomb et veulent qu'il garde pour lui la dixième partie du tout, étant déduits les coûts…, les neuf autres dixièmes revenant à Vos Altesses.
De plus, si… un différend devait surgir avec un marchand du lieu où ledit commerce ou contrat aurait été fait… il demande à Vos Altesses qu'elles lui accordent que ce soit lui et nul autre juge qui entende le différend.
De même, sur tous les navires qui pourraient être construits aux fins de ce commerce et de telles négociations, … don Christophe Colomb pourra, s'il lui plaisait, contribuer et payer un huitième de toutes les dépenses afférentes à la construction, et recevra et prélèvera aussi le huitième du produit de cette flotte. »

### Suites (1492-1499)
Au retour de son premier voyage, Christophe Colomb voit reconnues ses demandes. Il est notamment « Amiral de la Mer Océane » et accède à un rang social élevé. Ses fils, Diego (1480-1526) et Fernand (1488-1539), deviennent pages de l'infant Jean (1478-1497). Fernand, qui n'a alors que 5 ans, reçoit d'abord une bonne éducation humaniste à la cour. Le fait qu'il soit né hors mariage ne pose aucun problème.
Conformément aux capitulations, Colomb est reconnu comme vice-roi des Indes et gouverneur d'Hispaniola.
En 1497, après le deuxième voyage, les capitulations deviennent un privilège et un nouveau document est établi avec toute la solennité des actes royaux (parchemin, sceaux, etc.).

## Les problèmes de l'année 1500 et leurs suites

### L'arrestation de Christophe Colomb (1500)
En 1500, Colomb, dont la gestion de l'île d'Hispaniola en tant que gouverneur est mauvaise, est arrêté et renvoyé prisonnier en Castille. 
Bien que rapidement libéré par Isabelle, il perd un certain nombre de droits obtenus, notamment la vice-royauté et le gouvernorat.
Colomb meurt en 1506 après un quatrième voyage, très difficile. Son fils Diego, héritier de ses droits, est nommé gouverneur d'Hispaniola dès 1506 et s'engage dans une procédure contre la Couronne. 
Par la suite, les deux fils de Colomb ont toujours joui de l'estime de Ferdinand d'Aragon (Isabelle étant décédée en 1504), puis de Charles Quint, roi d'Espagne à partir de 1516.
Mais cette estime n'implique aucun passe-droit judiciaire.

### Lespleitos colombinos
Diego va lutter toute sa vie pour recouvrer les droits perdus par son père, sur le plan judiciaire. 
Une série de procès, les « Pleitos colombinos (es) », s'étale de 1508 à 1563 entre la famille de Colomb et la Couronne d'Espagne.

## Analyses contemporaines
Quelques chercheurs[Qui ?] comme Charles Verlinden défendent même l'idée qu'avec la signature du contrat, les monarques auraient fait une démarche qui « dépassait de loin leurs compétences personnelles, celles du découvreur et celles de ses contemporains ».

#### Sur les capitulations
- (es) Demetrio Ramos Pérez (dir.), La realidad de las capitulaciones de Santa Fe y el carácter que tuvo la expedición colombina con estudio y transcripción de los documentos originales conservados en el Archivo de la Corona de Aragón, en el Archivo General de Simancas y en el Archivo General de Indias (recueil de documents), Madrid, Testimonio, 1992 (OCLC 31936093, présentation en ligne).
- (es) Antonio Rumeu de Armas, Nueva luz sobre las Capitulaciones de Santa Fe de 1492, Madrid, Consejo Superior de Investigaciones científicas, 1985 (ISBN 9788400059613, OCLC 8400059611)  — cité par Fernandez Alvarez.
- (es) Expediente sobre las Capitulaciones de Santa Fe y unas copias de las inscripciones islámicas de Granada (présentation en ligne)
- (es) David Torres Ibáñez (dir.), Las capitulaciones en Santa Fe (1492), Grenade, Instituto de América de Santa Fe, catalogue de l’exposition tenue du 19 avril au 30 mai 1992
- (es) Miguel Molina Martínez (éd.), Capitulacíones de Santa Fe, Grenade, Diputacion provincial, 1989

#### Sur Colomb
- (es) Manuel Fernandez Alvarez, La Gran Aventura de Cristobal Colon, Madrid, Espasa Calpe, 2006 — pages 160-165 (négociations) et 166-172 (le document)
- (de) Andreas Venzke, Der Entdecker Amerikas. Aufstieg und Fall des Christoph Kolumbus, Berlin, Aufbau Taschenbuch Verlag GmbH, 2006 (ISBN 978-3-7466-2207-1).
- (de) Rainer Beck (éd.), 1492 - Die Welt zur Zeit des Kolumbus. Ein Lesebuch, Munich, Beck, 1992 (ISBN 3-406-34052-0).
- (de) Ulrich Offenberg, Christoph Kolumbus. Der Aufbruch in eine neue Welt (audiolivre), Grünwald bei München, Komplett-Media, 2005 (ISBN 978-3-8312-6068-3).
- (de) Robert Grün, Christoph Kolumbus. Leben und Fahrten des Entdeckers der Neuen Welt, National Geographic Taschenbuch, 2006 (ISBN 978-3-89405-267-6).
- (de) Urs Bitterli, Die Entdeckung und Eroberung der Welt, Munich, Beck, 1988 (ISBN 978-3-406-07881-1), « Band I: Amerika, Afrika Dokumente und Berichte ».